# Łąki nad Młynówką
Łąki nad Młynówką este o arie protejată (sit de importanță comunitară — SCI) din Polonia întinsă pe o suprafață de 51,02 ha, integral pe uscat.

## Localizare
Centrul sitului Łąki nad Młynówką este situat la coordonatele 49°45′01″N 21°24′42″E / 49.7504°N 21.4116°E.

## Înființare
Situl Łąki nad Młynówką a fost declarat sit de importanță comunitară în octombrie 2009 pentru a proteja 2 specii de animale.

## Biodiversitate
Situată în ecoregiunea continentală, aria protejată conține 5 habitate naturale: Pajiști cu Molinia pe soluri calcaroase, turboase sau argilos-nămoloase (Molinion caeruleae), Liziere de ierburi înalte hidrofile de câmpie și de nivel montan până la alpin, Fânețe de joasă altitudine (Alopecurus pratensis, Sanguisorba officinalis), Păduri de stejar și carpen Galio-Carpinetum, Păduri aluvionare cu Alnus glutinosa și Fraxinus excelsior (Alno-Padion, Alnion incanae, Salicion albae).
La baza desemnării sitului se află mai multe specii protejate:
- amfibieni (1): izvoraș-cu-burta-galbenă (Bombina variegata)
- mamifere (1): castor (Castor fiber)